# Titularbistum Legio
Legio (ital.: Legione) ist ein Titularbistum der römisch-katholischen Kirche.
Es geht zurück auf einen früheren Bischofssitz in der gleichnamigen antiken Stadt (später das palästinensische Dorf Lajjun in Israel, 1948 von Israelis zerstört) in der römischen Provinz Syria Palaestina bzw. Palaestina II. Das Bistum gehörte der Kirchenprovinz Scythopolis an.
| Titularbischöfe von Legio |                                    |                                                    |                   |                    |
| Nr.                       | Name                               | Amt                                                | von               | bis                |
| 1                         | Konstanty Wincenty Plejewski       | Weihbischof in Płock (Polen)                       | 24. November 1823 | 24. Februar 1838   |
| 2                         | José Ignacio Árciga Ruiz de Chávez | Weihbischof in Michoacán (Mexiko)                  | 4. März 1866      | 21. Dezember 1868  |
| 3                         | Géraud Bray CM                     | Apostolischer Vikar von Nord-Jiangxi (China)       | 15. März 1870     | 24. September 1905 |
| 4                         | Julien-Marie Leventoux CIM         | Apostolischer Vikar von Sankt-Lorenz-Golf (Kanada) | 28. März 1922     | 3. September 1946  |